# Хоссейнхани, Мустафа
Мустафа Хоссейнхани (перс. مصطفی حسین خانی‎; род. 27 марта 1989 года) — иранский спортсмен, борец вольногого стиля. Бронзовый призёр чемпионата мира 2016 года. Золотой призёр чемпионатов Азии в 2014 и 2016 годах, неоднократный призёр чемпионатов Азии. Чемпион Игр исламской солидарности в 2017 году. Побеждал на Кубке мира в 2014, 2016 и 2017 годах; второй в 2011 году. Юный Чемпион Азии в 2008 и 2009 годах. Участник Олимпийских игр 2020 года в Токио.